# Aéroport international Antonio-B.-Won-Pat de Guam
Pour les articles homonymes, voir GUM.
L’aéroport international Antonio-B.-Won-Pat de Guam (en anglais : Antonio B. Won Pat International Airport — on trouve de plus en plus souvent la graphie Wonpat) (code IATA : GUM • code OACI : PGUM) est le principal aéroport américain à Guam, en Micronésie. C'est le hub de Continental Airlines/Continental Micronesia pour cette région.
Il relève de la Guam International Airport Authority (GIAA), organisme public créé par l’alors sénateur et ancien vice-gouverneur Frank F. Blas, désormais président du comité de direction de la GIAA. Depuis 30 ans, la GIAA a construit deux nouveaux terminaux. Le premier, construit à l’aide de 43 millions de dollars, a été achevé en 1982 et a été appelé l’éléphant blanc parce que la plupart des insulaires pensaient qu’il serait toujours surdimensionné — alors qu’il atteignit sa capacité maximale de fonctionnement 5 ans seulement après son inauguration. Le second (et actuel) terminal coûta lui 241 millions de dollars et ce dernier projet fut terminé en septembre 1998, le plus grand investissement jamais réalisé à Guam. Construit avec de la place pour croître encore, il gère actuellement 2,54 millions de passagers par an — 21 portes d’embarquement.
C’est un aéroport situé à Tamuning à 6 miles au nord-est d’Hagåtña, la capitale du territoire.
Une catastrophe survint le 6 août 1997, lorsque le vol 801 Korean Air s'écrasa sur la crête entre Mt. Macajna et Sasa Valley dans le secteur de Nimitz Hill avant son atterrissage à GUM : 26 survivants seulement parmi les 254 passagers et membres d'équipage. Cet accident est étudié dans l'épisode 4 la 4e saison d'Air Crash. L'enquête a conclu à une erreur de pilotage par mauvais temps.

## Histoire
L'aviation civile débute en 1936 avec le fameux Pan Am China Clipper, qui fait escale à Guam en allant vers l’Extrême-Orient. La Seconde Guerre mondiale interrompt le service qui est repris en 1946, avec l’United States Navy aux commandes. Le nom de l’aéroport était alors Naval Air Station (NAS) Brewer Field.
En juillet 1969, la loi Public Law (P.L.) 10-97 donna la direction des opérations du Guam International Air Terminal (Terminal) au Director of the Department of Commerce. P.L. 13-57 créa la Guam Airport Authority en septembre 1975.
La Guam International Airport Authority était uniquement l'opérateur des installations du terminal pendant que l'U.S. Navy opérait les pistes et conduisait les opérations aériennes pour tous les pilotes d'avion.
En 1974, la « Guam Airport Authority » reçoit l'autorisation de la marine américaine, sous le « Joint Use Agreement (J.U.A.) », d'utiliser l'aéroport.
En avril 1995, le « Base Realignment and Closure (BRAC) Act » de 1993 ordonne la fermeture de la « NAS Brewer Field ». Après la fermeture de la base, toutes les opérations deviennent la responsabilité de la « Guam Airport Authority ». Par la suite, la « Guam Airport Authority » a été certifiée comme responsable de la gestion de l'aviation civile pour l'aéroport de Guam.
En septembre 1996, la « Guam Airport Authority » et l'U.S. Navy donnaient à l'autorité 1 417 acres (5,7 km2) des anciennes propriétés de la NAS pour des usages reliés à l'aviation.

### Histoire du projet d'extension
En 1982, l’Autorité ouvrait le nouveau Guam International Air Terminal (maintenant le Commuter Terminal) qui a coûté 43 millions de dollars. À ce moment, le terminal était appelé l’éléphant blanc, sur la base de la croyance populaire qui était que les installations était si grandes qu’elles ne seraient jamais utilisées à pleine capacité.
En 1986, Guam et les régions environnantes du Pacifique ont connu des investissements étrangers majeurs et une hausse dans leur industrie du tourisme. Cette année-là, plus de 900 000 passagers ont utilisé le terminal, dissipant tout doute que l’extension originale était un projet trop ambitieux.
En janvier 1989, le Guam International Air Terminal est officiellement nommé le A. B. Won Pat Guam International Air Terminal pour honorer le délégué de Guam à la Chambre des représentants des États-Unis pour ses efforts visionnaires et sa représentation exemplaire de l’île de Guam.
En 1998, l’Authority complétait avec succès un projet d’extension des installations de l’aéroport d’une valeur de 241 millions de dollars. La taille a augmenté de la taille originale de 225 783 pieds carrés à la taille actuelle de 767 553 pieds carrés, améliorant l’état des systèmes de bagages, les systèmes de sécurité, ajoutant 17 portes additionnelles, des escalators, ainsi que des boutiques chères et luxueuses et des aires de ventes de nourriture et de boissons.
Le 29 septembre 2001, l’U.S. Navy transféra officiellement les titres de propriétés Tiyan constitué d’approximativement 1 410 acres (5,7 km2) à la Guam International Airport. Ce secteur inclut les secteurs d’opération actifs de l’aéroport, les pistes, les hangars, le soutien terrestre et les installations de l’entrepôt. Sur une période de 5 ans, l’aéroport a, avec succès, transcendé les nombreuses restrictions et exigences demandés par la Federal Aviation Administration (FAA), l’U.S. Navy et des dispositions complexes légales et fédérales, obtenant l’approbation pour l’usage de la terre et finalement — voir durant la phase finale du Public Benefit Transfer – obtenant le titre des propriétés Tiyan.
Le traitement du Public Benefit Transfer en application avec l’U.S. Navy était un effort consolidé par le Guam International Airport Authority et le Government of Guam’s Base Reuse et Alignment Steering Committee.
La GIAA continue d’améliorer les installations de l’aéroport avec des projets d’investissements d’investissement capitaux planifiés durant l’année fiscale 2004. Ces projets consistent à des extensions des pistes, la construction d’une voie additionnelle pour les taxis, améliorations des bâtiments et installation d’instruments pour supporter les plus grands avions. Les projets estimés à plus de 88 millions de dollars sont subventionnés par des programmes fédéraux, adhérant aux directives et aux règlements stricts de la FAA.

## Compagnies et destinations
| Compagnies          | Destinations | Refs  |
| ------------------- | --- | ----- |
| Air Busan           | Pusan-Gimhae , En saison : Tokyo- Narita |       |
| Air Seoul           | Séoul-Incheon |       |
| Cebu Pacific        | Manille-N. Aquino |       |
| China Airlines      | Taïwan-Taoyuan |       |
| Japan Airlines      | Tokyo-Narita |       |
| Jeju Air            | Pusan-Gimhae, Cheongju, Osaka-Kansai, Séoul-Incheon, Tokyo-Narita |       |
| Jin Air             | Pusan-Gimhae, Séoul-Incheon |       |
| Korean Air          | Pusan-Gimhae, Séoul-Incheon Charter : Jeju |       |
| Philippine Airlines | Manille-N. Aquino |       |
| Star Marianas Air   | Rota (en), Saipan | [ 4 ] |
| T'way Airlines      | Daegu, Osaka-Kansai, Séoul-Incheon En saison charter : Fukuoka |       |
| United Airlines     | Chuuk, Fukuoka, Hong Kong, Honolulu, Koror R. Tmetuchl, Kosrae, Kwajalein-Bucholz (en), Majuro-îles Marshall International, Manille-N. Aquino, Nagoya-Chūbu, Osaka-Kansai, Pohnpei, Saipan, Tokyo-Narita, Yap En saison Charter: Pékin-Capitale |       |
| Uzbekistan Airways  | Charter:' Nagoya-Chūbu |       |

Édité le 19/10/2018